# Mahatma Gandhi
Mahatma Gandhi (hindi महात्मा गांधी) lub Mahatma (hindi महात्मा), właśc. Mohandas Karamchand Gandhi (hindi मोहनदास करमचन्द गांधी, trb. Mohandas Karamćand Gandhi, trl. Mohandās Karamcand Gaṁdhī, gudź. મોહનદાસ કરમચંદ ગાંધી; ur. 2 października 1869 w Porbandarze, zm. 30 stycznia 1948 w New Delhi) – indyjski prawnik, filozof, polityk i mąż stanu, jeden z twórców współczesnej państwowości indyjskiej i propagator pacyfizmu jako środka nacisku politycznego.

## Życiorys

### Wczesny okres
Mohandas Karamchand Gandhi urodził się w rodzinie hinduskiej, w społeczności tzw. modhów (zajmującej się głównie handlem) w Porbandarze (Gujarat) w 1869. Był synem Karamchanda Gandhiego, który pełnił funkcję diwana Porbandaru i Putlibaiu, oraz jego czwartej żony Putlibaj – hinduski z odłamu wisznuickiego. Został wychowany przez matkę – żarliwą wyznawczynię Wisznu i ulegał wpływom dżinijskiego otoczenia Gujaratu. Gandhi od młodych lat poznawał zasady szanowania każdej żywej istoty, wegetarianizmu, poszczenia w celu samooczyszczenia organizmu oraz wzajemnej tolerancji pomiędzy wyznawcami różnych religii.

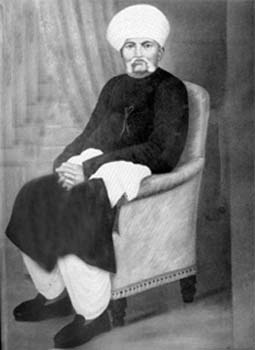
Ojciec Gandhiego

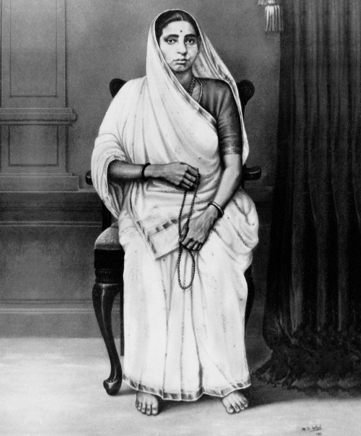
Matka Gandhiego

W maju 1882, w wieku 13 lat, Gandhi ożenił się z czternastoletnią Kasturbą Makharji (małżeństwo zostało uzgodnione przez obydwie rodziny). Ze związku tego Gandhi miał czterech synów: Harilala Gandhiego (ur. 1888), Manilala Gandhiego (ur. 1892), Ramdasa Gandhiego (ur. 1897) i Devdasa Gandhiego (ur. 1900).
Gandhi był przeciętnym uczniem szkół w Porbandarze, a później w Rajkocie. Z wielkim trudem udało się mu dostać na uniwersytet w Bombaju w 1887 roku, gdzie wkrótce wstąpił do college’u Samaldas w Bhawnagarze. Nie studiował tam długo, mimo że rodzina pragnęła, aby został adwokatem. Niezadowolony z college’u skorzystał z nadarzającej się okazji, by podjąć studia w Anglii.
W wieku 19 lat Gandhi został przyjęty do londyńskiego University College, gdzie miał podjąć studia prawnicze. Przed wyjazdem przysiągł matce, że będzie przestrzegał nakazów abstynencji od mięsa i alkoholu. Próbował stać się „Anglikiem”, brał np. lekcje tańca, języka francuskiego czy etykiety, usiłował także przyjąć europejskie zwyczaje kulinarne, ale jego żołądek nie tolerował baraniny i kapusty, którą karmiła go jego gospodyni. Zaczął stołować się w londyńskich restauracjach wegetariańskich. Według jego własnych słów do wegetarianizmu przekonał się tylko w wyniku własnych przemyśleń, niewielki wpływ na to miały rady, jakich udzielała mu matka.
Wstąpił także do brytyjskiego Stowarzyszenia Wegetarian (Vegeterian Society) i został wybrany do jego zarządu. Później uważał tę działalność za przydatne doświadczenie w organizowaniu i uruchamianiu rozmaitych organizacji. Niektórzy z wegetarian, których spotkał, byli członkami brytyjskiego Towarzystwa Teozoficznego. Teozofowie byli zafascynowani buddyzmem oraz literaturą braministyczną. Dzięki ich zachęcie Gandhi zaczął studiować Bhagawadgitę. Mimo że wcześniej nie przejawiał zainteresowań teologicznych, zaczął czytać prace o hinduizmie, chrześcijaństwie, buddyzmie i innych religiach.
Po przyjęciu w poczet brytyjskiej palestry w 1891 roku wrócił do Indii, zamieszkał w Bombaju, ale nie odniósł znaczących sukcesów jako adwokat. W tym czasie w zawodach prawniczych panowała w Indiach duża konkurencja, a Gandhi nie był zbyt znaną postacią na salach rozpraw. Ubiegał się także, bez rezultatu, o pracę w niepełnym wymiarze w charakterze nauczyciela. Okres ten zakończył się powrotem do Rajkotu, gdzie Gandhi prowadził skromne życie, utrzymując się z pisania pism procesowych; musiał jednak zakończyć tę działalność, gdy naraził się brytyjskiemu oficerowi. W swojej autobiografii opisał to zdarzenie jako nieudaną próbę wstawienia się za swoim starszym bratem. Niepowodzenia spowodowały, że postanowił przyjąć (w 1893) roczny kontrakt w hinduskiej firmie w Natalu w Południowej Afryce.

### Walka o prawa obywatelskie w Afryce Południowej (1893–1915)
W tym okresie był człowiekiem nieśmiałym o łagodnym usposobieniu, obojętnym na sprawy polityczne. Pierwszą gazetę przeczytał w wieku 18 lat, a gdy przemawiał w sądzie, czynił to z twarzą skierowaną w dół ze względu na paraliżujący go wstyd i nieśmiałość. Pobyt w Afryce Południowej zmienił Gandhiego całkowicie, gdy spotkał się tam z upokorzeniem i odgórnym traktowaniem przez władze przebywających tam Hindusów. Gdy pewnego razu w sądzie w Durbanie urzędnik nakazał Gandhiemu zdjęcie turbanu, ten spokojny do tej pory człowiek, oburzył się i wyszedł z sali sądowej.

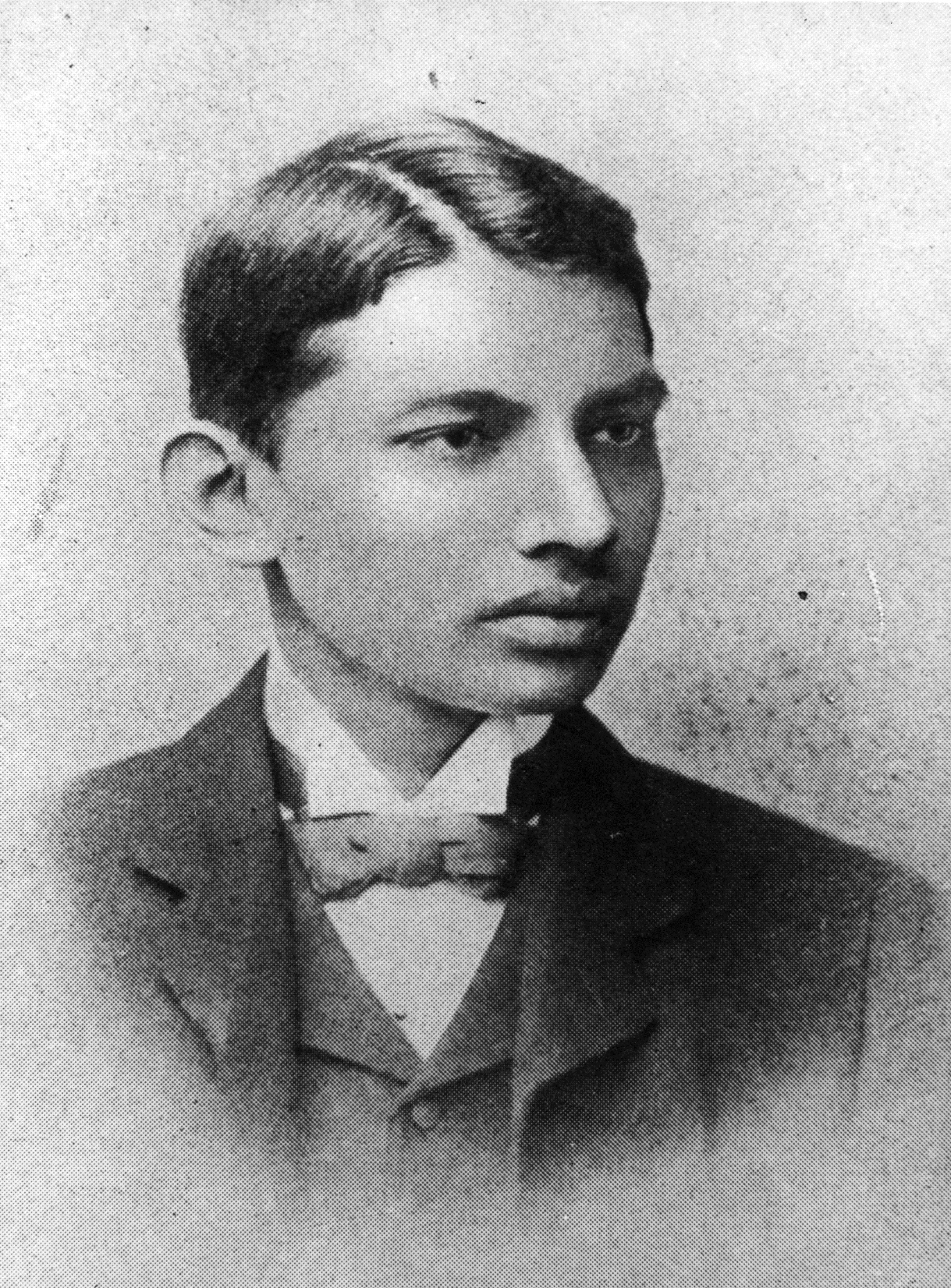
Gandhi w okresie studiów w Londynie

Pewnego razu zdarzył się przykry incydent, kiedy to Gandhi został wyrzucony z pociągu w Pietermaritzburgu, gdy odmówił przesiadki z wagonu pierwszej klasy do trzeciej, którą zajmowali „kolorowi”, mimo że miał bilet uprawniający go do przejazdu klasą pierwszą. Później, podróżując dyliżansem, został pobity przez woźnicę za to, że odmówił jazdy na podnóżku, bo musiało się znaleźć miejsce wewnątrz dla europejskich pasażerów. Musiał także ścierpieć inne niewygody w czasie podróży, łącznie z wyrzucaniem z hoteli. Te wydarzenia stały się punktem zwrotnym w jego życiu i pewnego rodzaju katalizatorem dalszej przemiany, która zaszła w trakcie podróży do Pretorii. Przykre doświadczenia spowodowały, że odtąd uważnie notował jak traktowani są jego rodacy w Pretorii.
Gandhi poczuł na własnej skórze rasizm, uprzedzenia i niesprawiedliwość w stosunku do „kolorowych”. Zaczął rozważać status swoich rodaków i swój własny w społeczeństwie białych. W czasie powstania Zulusów Gandhi zorganizował jedyną jednostkę medyczną; udzielała ona pomocy rebeliantom, której to odmawiali biali doktorzy.
Kiedy kontrakt Gandhiego zaczął się zbliżać do końca, czynił on ostatnie przygotowania do powrotu do ojczyzny. Kiedy doszła go wiadomość, że władze ustawodawcze Natalu szykują projekt ustawy, która ma pozbawić Hindusów praw wyborczych, zmienił zamiary. Za namową przyjaciół zdecydował się stanąć na czele opozycji przeciwko poczynaniom rządu. Wysłał kilka petycji do władz Natalu oraz brytyjskich w metropolii, w których informował o rażących naruszeniach podstawowych praw „kolorowych”. Mimo że nie był w stanie powstrzymać uchwalenia krzywdzącej ustawy, jego kampania osiągnęła pewien skutek, m.in. zwróciła uwagę opinii publicznej na krzywdy mniejszości etnicznych w Afryce Południowej.

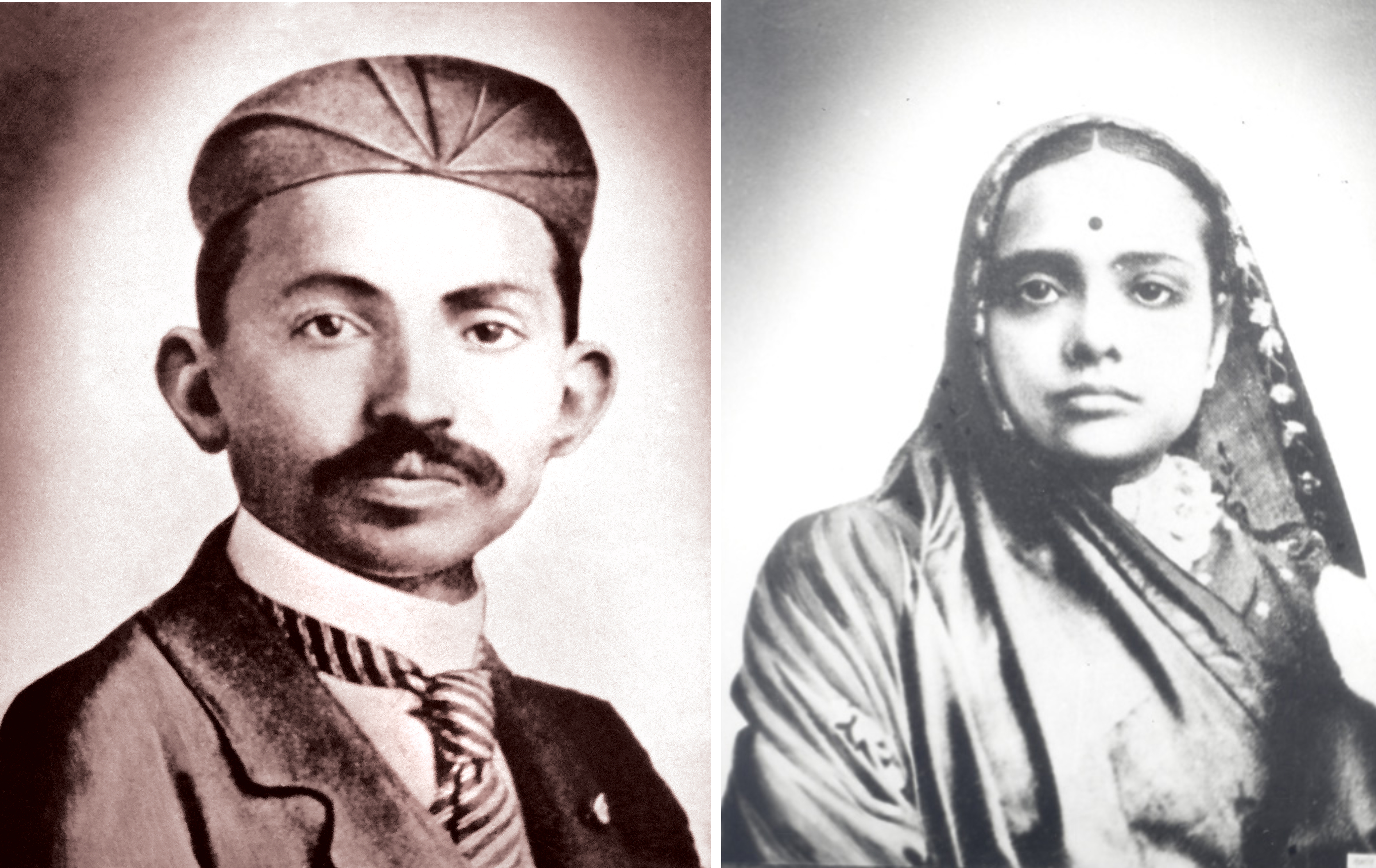
Gandhi i jego żona Kasturba w okresie pobytu w Afryce Południowej

Przy wsparciu rodaków zdecydował się na pozostanie w Durbanie i kontynuowanie walki przeciwko niesprawiedliwości. Za jego sprawą w roku 1894 powołany został Hinduski Kongres Natalu, w którym sam Gandhi pełnił funkcję sekretarza. Dzięki Kongresowi udało się nadać społeczności hinduskiej spójność i siłę wystarczającą, by zaczęła wywierać presję na rząd i brytyjskie władze kolonialne, domagając się zmian istniejącego stanu rzeczy. W 1896 roku Gandhi na krótko wrócił do Indii, aby zabrać stamtąd żonę i dzieci do Południowej Afryki. Po powrocie, w styczniu 1897 roku, został zaatakowany przez biały tłum, który próbował dokonać na nim samosądu. Wtedy to ujawniła się jego osobista siła, która miała być motorem dalszych kampanii. Mianowicie Gandhi odmówił wniesienia oskarżeń przeciwko osobom, które go napadły, deklarując jednocześnie, że nie będzie nigdy dochodził zadośćuczynienia w sądzie.

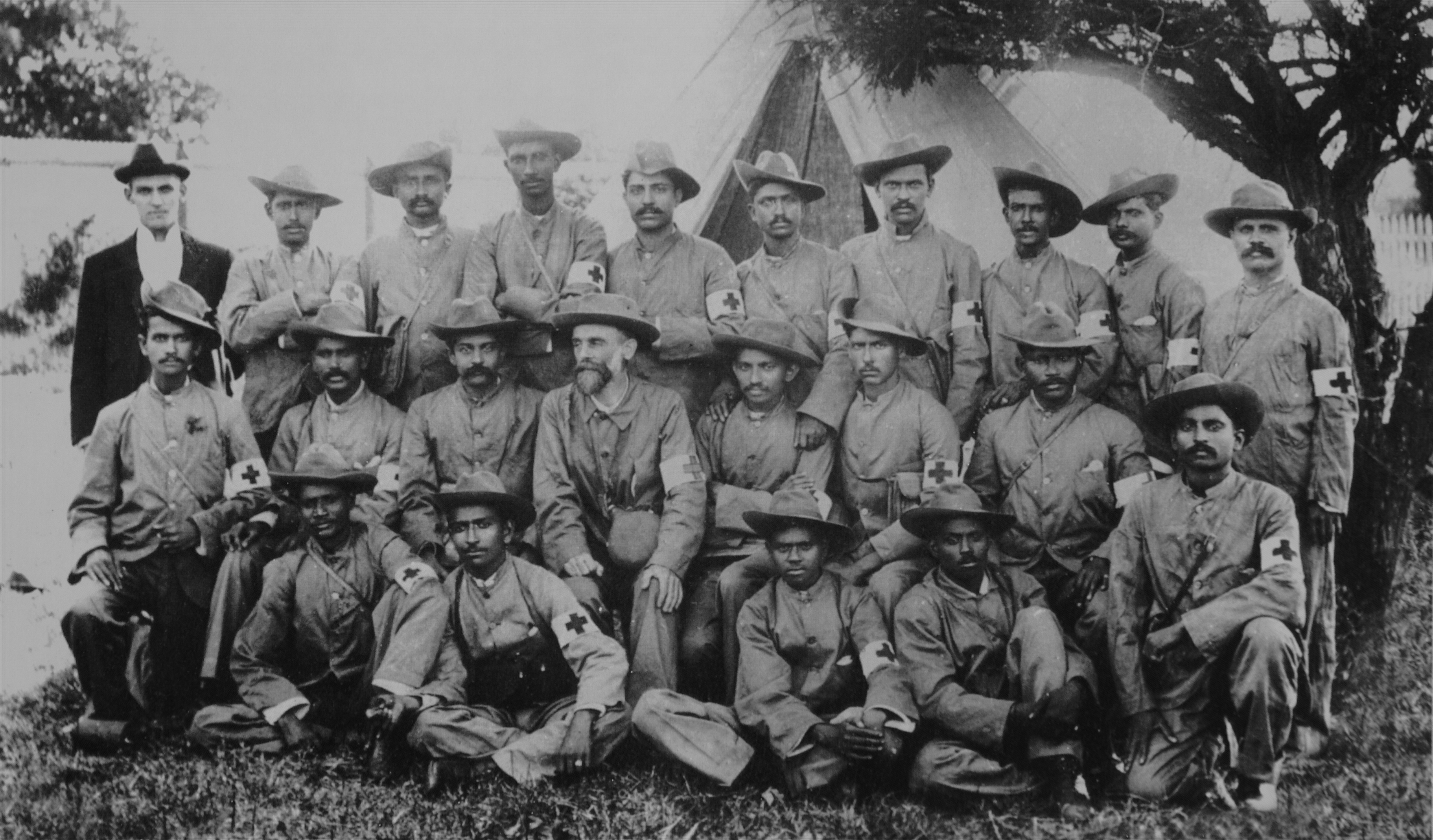
Gandhi (środkowy rząd 3. od prawej) jako członek korpusu medycznego w czasie wojny burskiej

W początkowym okresie trwania wojny burskiej Gandhi próbował zorganizować wsparcie społeczności hinduskiej dla wysiłków wojennych (deklarującej lojalność wobec Korony Brytyjskiej), co miało przyczynić się do legitymizacji Hindusów poprzez przyznanie im pełnych praw wyborczych. Dzięki jego staraniom powstał tysiącstuosobowy korpus hinduski (300 ludzi wolnych i 800 robotników kontraktowych), w którym sam pełnił funkcję noszowego w bitwie o Spion Kop i został nawet odznaczony. Jednak po zakończeniu wojny sytuacja Hindusów nie poprawiła się i nie doceniono ich wysiłków dla utrzymania Afryki Południowej w rękach brytyjskich.
W 1906 roku rząd Transwalu ogłosił ustawę zmuszającą do rejestracji członków społeczności hinduskiej. W trakcie masowych protestów, które miały miejsce w Johannesburgu we wrześniu, Gandhi opracował nową postawę wobec swoich przeciwników tzw. satyagraha (przywiązanie do prawdy) oraz po raz pierwszy pokojowe protesty mające się sprzeciwić nowemu prawu. Ponadto manifestanci mieli znosić pokornie wszelkie upokorzenia, powstrzymując się od używania przemocy. Plan został zaakceptowany i przerodził się w siedmioletnią walkę, w trakcie której tysiące Hindusów zostało uwięzionych (łącznie z wielokrotnie przetrzymywanym w areszcie Gandhim), pobitych, a nawet zastrzelonych za strajkowanie, odmawianie poddania się rejestracji, palenie kart rejestracyjnych czy angażowanie się w inne formy biernego oporu. Podczas gdy rząd coraz bardziej zaostrzał represje, opinia publiczna stawała po stronie protestujących, co ostatecznie zmusiło południowoafrykański rząd Jana Christiana Smutsa do podjęcia rozmów i zawarcia kompromisu z Gandhim.
W czasie tych lat spędzonych w Południowej Afryce Gandhi czerpał inspiracje do swoich działań z Bhagavadgity i pism Lwa Tołstoja. Przetłumaczył listy Tołstoja do Hindusów, a także korespondował z nim aż do jego śmierci.
Gandhi był także zainspirowany twórczością amerykańskiego pisarza Henry’ego Davida Thoreau, a szczególnie jego esejem o nieposłuszeństwie obywatelskim. Po wybuchu I wojny światowej Gandhi pomagał w organizowaniu hinduskiego korpusu pomocy medycznej w Wielkiej Brytanii, ale działania te spotykały się z niechęcią rządu brytyjskiego.

### Powrót do Indii
Gandhi wrócił do Indii w roku 1915 i wkrótce zaczął zmieniać swoje dotychczasowe przyzwyczajenia oraz styl życia na bardziej odpowiadające hinduskiej tradycji. Kiedy próbował ułożyć tu swoje życie zawodowe, redagując gazety czy wykonując zawód adwokata, spotkał Gopala Krishnę Gokhalego, który poprosił go o aktywne włączenie się w najważniejsze dla narodu sprawy, a takimi były przede wszystkim kwestie polityczne.
Gandhi i jego żona Kasturba zaczęli podróżować po całym kraju, przebywając głównie w aśramach Gujaratu i Maharashtry oraz w domostwach swych zwolenników. Podczas pobytu w Delhi zaprzyjaźnili się ze Śri Ghanshyamem Das Birlą, który umożliwił im pobyt w jego rezydencji w Birla. Przez pewien czas w Delhi Gandhi kierował centrum, które walczyło z dyskryminacją kasty niedotykalnych.
Gandhi prowadził korespondencję z wieloma osobami, kontynuował także swoje eksperymenty z dietą, przejawiał też coraz większe zrozumienie dla tajemnic religii i filozofii (dotychczas był na te sprawy obojętny), ale skupiał się w swej działalności głównie na sprawach politycznych. Kierował także pracą aśramu i nakłaniał swoich współpracowników do stosowania właściwych metod walki politycznej (bez stosowania przemocy fizycznej).

### Ku niepodległości Indii (1916–1945)
Tak samo jak w czasie wojny burskiej, Gandhi wspierał brytyjski wysiłek wojenny i aktywnie zachęcał Hindusów do wstępowania do armii. Spotkało się to ze sprzeciwem dużej części społeczeństwa, ale Gandhi argumentował, że Hindusi muszą działać na rzecz Imperium, jeżeli chcą zdobyć pełne prawa obywatelskie (liczył, że Brytyjczycy docenią te wysiłki). Zabierał wielokrotnie głos na konwencjach Kongresu Narodowego, ale do polityki był wprowadzany głównie dzięki Gopalowi Krishnie Gokhalemu, w tym czasie najbardziej szanowanemu działaczowi partii.

#### Champaran i Kheda
Główne osiągnięcia Gandhiego w roku 1918 to kampania Champaranu i tzw. Kheda Satyagraha. Duże zasługi w tym czasie dla partii miał też Sardar Vallabhbhai Patel, który był prawą ręką Gandhiego. W obwodzie Champaran w stanie Bihar Gandhi zorganizował obywatelski ruch oporu, którego główną siłą były dziesiątki tysięcy najemników rolnych oraz biednych rolników prowadzących małe gospodarstwa, zmuszanych do uprawy indygo i innych roślin przemysłowych zamiast zbóż czy warzyw dających wyżywienie. Ludzie ci prześladowani przez lokalne milicje (głównie brytyjskie) posiadaczy ziemskich żyli w skrajnym ubóstwie. Ich wioski były brudne, a warunki życia urągały wszelkim zasadom higieny, szerzył się alkoholizm, ponadto mieszkańcy tych osad należeli przeważnie do „nietykalnych”, co jeszcze pogarszało ich sytuację; na domiar złego Brytyjczycy podnieśli podatki.

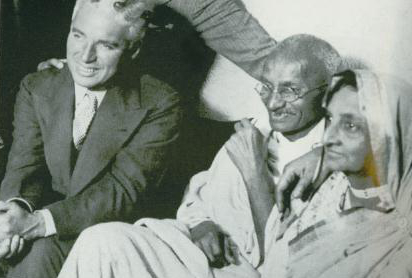
Gandhi razem z Charliem Chaplinem w Londynie w 1931

Gandhi założył na tych terenach aśram, wokół którego skupili się jego zwolennicy oraz ochotnicy z innych regionów. Podjął szereg obserwacji i badań życia mieszkańców, poznawał ich biedę oraz cierpienie. Szybko zdobył poparcie wieśniaków, zorganizował grupy do oczyszczania wiosek, budował szkoły i szpitale, zachęcał lokalnych zarządców wiosek do likwidowania przesądów takich jak „nietykalność”, gorsze traktowanie kobiet czy tzw. purdah.
Najważniejsze miało się stać, gdy Gandhi został aresztowany przez policję i nakazano mu opuszczenie prowincji pod zarzutem wzbudzania niepokoju i zamieszek. Setki tysięcy ludzi zaprotestowały, zbierając się przed miejscem uwięzienia Gandhiego oraz przed posterunkami policji i sądami, domagając się uwolnienia swojego przywódcy. Sąd niechętnie spełnił żądania tłumu. Teraz Mahatma poprowadził zakrojone na szeroką skalę protesty przeciwko wielkim posiadaczom ziemskim, którzy w końcu, zmuszeni przez Brytyjczyków, podpisali porozumienie z manifestantami, gwarantujące odszkodowania dla pokrzywdzonych wieśniaków oraz oddawali na własność drobnym dzierżawcom uprawianą przez nich ziemię, zlikwidowano także podwyżki czynszów aż do czasu załagodzenia głodu. To w tym okresie Gandhi uzyskał przydomki Bapu (ojciec) oraz Mahatma (wielka dusza). W Khedzie rolników reprezentował Vallabhbhai Patel, który wynegocjował z Brytyjczykami zawieszenie poboru podatków do czasu poprawy sytuacji ludności. Wypuszczono także na wolność wszystkich uwięzionych wcześniej protestujących. W rezultacie tych sukcesów Mahatma stał się sławny w całych Indiach i rozbudził świadomość narodową w zniewolonym do tej pory narodzie.

#### Ruch biernego oporu
Tzw. ustawa Rowlatt z roku 1919 upoważniała rząd do uwięzienia wszystkich winnych zamieszek bez przeprowadzenia procesu sądowego. 13 kwietnia tego roku w Pendżabie doszło do masakry Jallianwala Bagh (znanej też jako masakra Amritsar), w której z ręki Brytyjczyków zginęło 379 ludzi. Zostawiła ona w narodzie poczucie głębokiej traumy, spowodowała także wybuch powszechnej nienawiści oraz liczne akty przemocy.
Gandhi potępił zarówno postępowanie Brytyjczyków, jak i akcje odwetowe Hindusów. Sławna stała się jego oferta złożenia kondolencji Brytyjczykom, którzy ucierpieli, oraz skazania winnych zamieszek. Propozycja została przyjęta po bardzo emocjonalnej przemowie Gandhiego, w której argumentował, że każda przemoc jest zła i nie można jej niczym usprawiedliwić. Ponadto twierdził, że Hindusi nie powinni karać niewinnych brytyjskich cywilów, którzy przecież nie są sprawcami rasowej nienawiści, wzniecanej przez rząd kolonialny.
Po masakrze i kampanii przemocy Gandhi doszedł do przekonania, że Hindusi nie są jeszcze przygotowani do oporu na dużą skalę, oraz że Brytyjczycy stworzyli opresyjny rząd, który pastwi się nad Hindusami. Mahatma skupił się teraz na skonstruowaniu samorządu oraz hinduskiej kontroli instytucji rządowych (co miało się przerodzić wkrótce w tzw. Swaraj) oraz osiągnięciu duchowej i politycznej niepodległości.
W kwietniu 1920 roku Gandhi został wybrany na przewodniczącego Ligi mającej na celu osiągnięcie prawa do samostanowienia narodu hinduskiego. Na mocy postanowień Kongresu Narodowego w grudniu 1921 roku został zaś wyposażony w uprawnienia wykonawcze. Pod jego przywództwem Kongres został zreorganizowany, nadano mu także nowy statut – głównym celem Kongresu był teraz Swaraj (niepodległość). Członkiem partii mógł zostać każdy, kto uiścił symboliczną opłatę członkowską. Ustanowiono także ścisłą hierarchię komitetów wydzielonych w partii, dla umocnienia dyscypliny wewnętrznej oraz hamowania ruchów zmierzających do jej rozbicia. Wszystko to doprowadziło do powstania powszechnej partii narodowego protestu, która dotąd była elitarną organizacją luźno powiązanych ludzi.

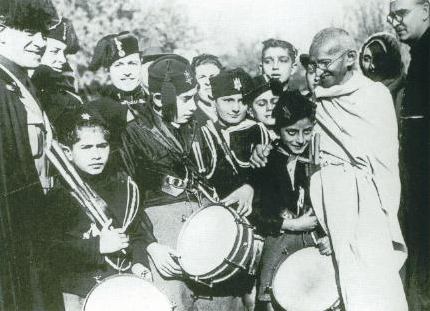
Gandhi podczas pobytu w Rzymie

Zasada niestosowania przemocy została przez Mahatmę poszerzona o tzw. politykę swadeshi – czyli bojkotowanie zagranicznych, w szczególności brytyjskich, towarów. Taktyka ta, połączona z jego zachęcaniem do noszenia khadi (tkaniny własnego wyrobu) zamiast ubrań brytyjskich, przyniosła świetne rezultaty. Gandhi cały czas namawiał mężczyzn i kobiety, bogatych i biednych, do spędzania czasu na przędzeniu khadi jako przejawu poparcia dla ruchu niepodległościowego. Strategia ta zaowocowała włączeniem do ruchu licznych rzesz kobiet, które wcześniej były bierne politycznie. Bojkotowano brytyjskie instytucje, takie jak sądy, fiskus, rezygnowano z zatrudnienia w urzędach państwowych, nie oddawano honorów brytyjskim tytułom i symbolom.
Ruch ten bardzo umocnił ducha narodu hinduskiego. Jak nigdy wcześniej ludzie poczuli się silni. Mimo że była to tylko siła ducha, czyniła ona ogromne szkody brytyjskiemu kolonializmowi. Akcja zakończyła się w lutym 1922 roku, kiedy to Gandhi odwołał ją ze względu na starcia z Brytyjczykami w mieście Chauri Chaura (w stanie Uttar Pradesh), obawiając się, że może to doprowadzić do eskalacji przemocy.
10 marca 1922 roku Mahatma został aresztowany, osądzony za wzniecanie zamieszek i skazany na sześć lat pozbawienia wolności. Nie był to pierwszy raz, gdy Gandhi ją tracił, ale właśnie teraz miał pozostawać najdłużej w więzieniu. Odbywanie kary rozpoczął 18 marca, z czego odsiedział dwa lata i został wypuszczony w lutym 1924 ze względu na operację wyrostka robaczkowego.
W czasie nieobecności Mahatmy Kongres Narodowy pogrążył się w niesnaskach i kłótniach, co zakończyło się podziałem na dwie frakcje, jedną pod przywództwem Chittaranjana Dasa i Motilala Nehru i drugą z Chakravartim Rajagopalacharim i Sardarem Vallabhbhaiem Patelem. Także współpraca pomiędzy Hindusami i muzułmanami, która dotychczas układała się dobrze, zaczęła się załamywać. Gandhi próbował zlikwidować podziały przez różne środki (łącznie z trzytygodniowym postem na jesieni 1924 roku), ale z ograniczonym sukcesem.

#### Komisja Simona i Swaraj

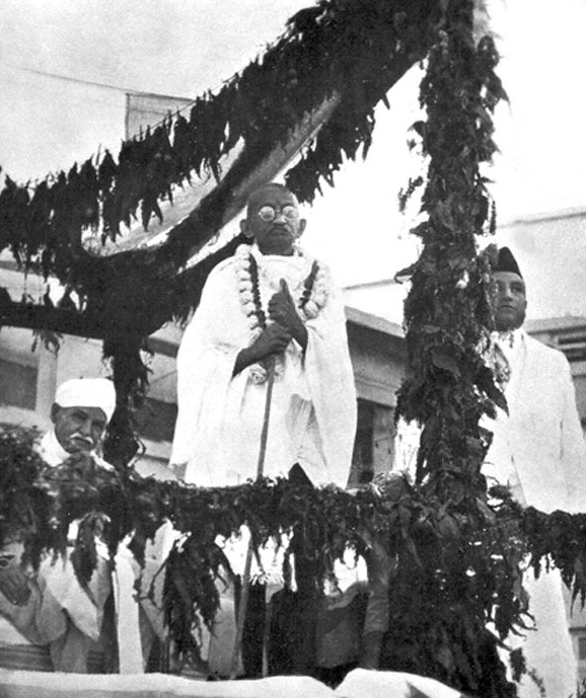
Gandhi na spotkaniu ze zwolennikami w 1934 roku

Gandhi pozostawał poza uwagą opinii publicznej przez większość lat dwudziestych, skupiając swoje wszystkie wysiłki na pogodzeniu Partii Swaraj z Kongresem Narodowym. Propagował także różnego rodzaju inicjatywy mające na celu poprawienie sytuacji „nietykalnych”. Zwalczał alkoholizm oraz obojętność wobec biedy. Bardziej aktywny na forum publicznym stał się w 1928 roku. Rok wcześniej rząd brytyjski mianował nową komisję do spraw reformy konstytucji pod przewodnictwem Johna Simona, w której jednak nie znalazło się miejsce dla ani jednego Hindusa. W rezultacie tego komisja spotkała się z całkowitym bojkotem wszystkich indyjskich ruchów politycznych.
Za sprawą Gandhiego wydano na kongresie w Kalkucie w 1928 roku uchwałę, zgodnie z którą domagano się od rządu brytyjskiego nadania Indiom statusu dominium. Gdyby żądania te pozostały niespełnione, miała się rozpocząć kolejna akcja „biernego oporu” – aż do uzyskania całkowitej niepodległości.
26 stycznia 1930 roku był świętowany przez Indyjski Kongres Narodowy na spotkaniu w Lahaur jako dzień niepodległości Indii i tak samo uczczony przez prawie wszystkie działające w Indiach organizacje polityczne, które mimo różnic zjednoczyły się we wspólnym froncie.

#### Solnasatjagrahai układ Yeravda
W marcu 1930 roku Mahatma zarządził nową kampanię satyagrahy (czyli biernego oporu) skierowanej przeciwko podatkowi nałożonemu na sól. Sławny stał się w szczególności tzw. „marsz solny” do Dandi od 21 marca do 6 kwietnia, w czasie którego pokonano 400 km z Ahmadabadu do Dandi, aby zdobyć własną sól. W trakcie tego marszu do morza przyłączyły się do swojego Bapu tysiące Hindusów. Akcja ta była jedną z największych i przyniosła znakomite rezultaty. Wprawdzie aresztowano około 60 tys. ludzi, ale rząd pod przewodnictwem lorda Irwina został zmuszony do rozpoczęcia rozmów z Gandhim. W uznaniu dla działań Gandhiego magazyn Time przyznał mu tytuł Człowieka Roku 1930.
Umowa Gandhi-Irwin została podpisana w marcu 1931 roku. Rząd brytyjski godził się m.in. na uwolnienie więźniów politycznych w zamian za zawieszenie akcji „obywatelskiego nieposłuszeństwa”. Następnie Gandhi został zaproszony do wzięcia udziału w konferencji w Londynie jako główny przedstawiciel Indyjskiego Kongresu Narodowego. Konferencja ta okazała się rozczarowaniem dla Gandhiego, bo zajęła się głównie hinduskimi maharadżami oraz książętami zamiast przekazaniem władzy narodowi. Następca Irwina, lord Willingdon, posunął się jeszcze dalej i zapoczątkował nową kampanię represji wobec zwolenników niepodległości. W 1931 Gandhi odwiedził Paryż zatrzymując się u rodaków w willi Shantà Niva w podparyskim Garches przy 106, boulevard du Général-de-Gaulle.
Gandhi znów został aresztowany, a rząd próbował osłabić jego wpływy poprzez odizolowanie go od jego zwolenników. Taktyka ta okazała się jednak nieskuteczna. Nierozsądnym posunięciem rządu było także ustanowienie odrębnych okręgów wyborczych dla „nietykalnych”. W proteście przeciw temu Gandhi ogłosił sześciodniowy post we wrześniu 1932 roku, zmuszając tym samym rząd do przyjęcia bardziej akceptowalnego systemu wyborczego. Podjęto także szereg działań na rzecz polepszenia sytuacji „nietykalnych” (których nazywał Haridżans, dziećmi Boga). 8 maja Mahatma podjął kolejną 21-dniową głodówkę protestacyjną przeciwko brytyjskiemu uciskowi w Indiach. W lecie 1934 roku miały miejsce trzy nieudane zamachy na jego życie.

#### Spór z Bosem
Kiedy Kongres Narodowy wybrał koncepcję ustroju federacyjnego, Gandhi zrezygnował z członkostwa w partii. Nie negował całkowicie jej programu, ale czuł, że jego rezygnacja pomoże Kongresowi zwiększyć liczbę członków, którzy teraz reprezentowali cały wachlarz rozmaitych ruchów i programów od komunistów do fundamentalistów religijnych.
Gandhi wrócił do partii w roku 1936 podczas prezydentury Nehru. Mimo że pragnął skupić się całkowicie na osiągnięciu celu, jakim była niepodległość i nie chciał zajmować się formą przyszłych rządów, nie sprzeciwił się przyjęciu socjalizmu jako przyszłego ustroju gospodarczego.
Mahatma stał się także krytykiem Subhasa Chandry Bosego i jego dążenia do objęcia przewodnictwa w partii. Gandhi zarzucał Bosemu niechęć do demokracji i taktyki niestosowania przemocy, którą uważał za podstawowy instrument walki. Bose zamierzał wzniecić ogólnonarodowe powstanie przeciwko Brytyjczykom, co wykluczało samo z siebie pokojowe metody Gandhiego. Mimo sprzeciwu Mahatmy, Bose uzyskał przewodnictwo partii, ale następnie opuścił Kongres po tym, jak większość członków zrezygnowała z działalności w partii w proteście przeciwko zarzuceniu przez Bosego zasad walki Gandhiego.

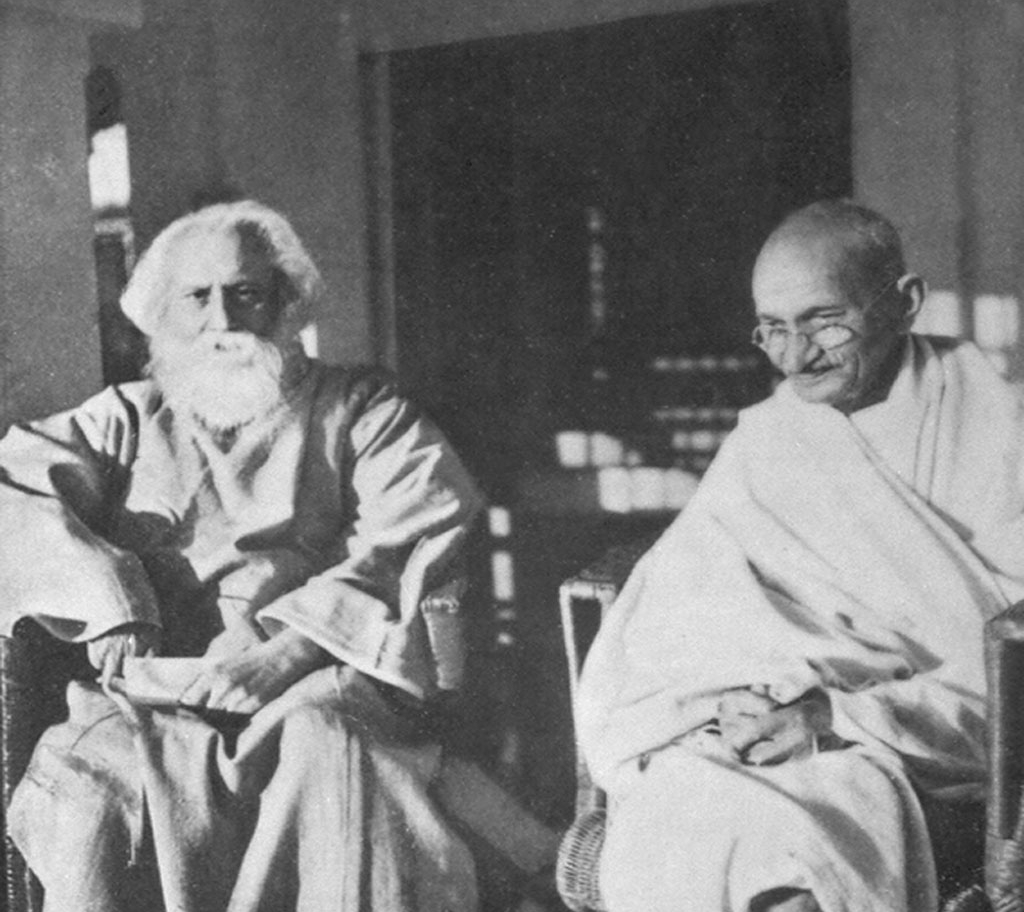
Gandhi i Rabindranath Tagore – dwaj słynni Hindusi

W tym okresie Gandhi nadal kontynuował walkę przeciwko kastowości (w aspekcie nietykalności) społeczeństwa, promował przędzenie tkanin i rozwój innych domowych rzemiosł, próbował stworzyć nowy system edukacyjny na terenach wiejskich. 3 marca 1939 roku rozpoczął kolejny post.

#### II wojna światowa
Po długich rozmowach ze współpracownikami w Kongresie, Mahatma zdecydował się opowiedzieć przeciwko uczestniczeniu Hindusów w wojnie, motywując to tym, że Brytyjczycy pozornie walczą o wolność i demokrację, a sami odmawiają jej przyznania Indiom. Uzależnił swoje poparcie dla Korony Brytyjskiej od przyznania przez Anglię niepodległości Indiom po wojnie. Odpowiedź rządu kolonialnego była w całości negatywna, ponadto Anglicy zaczęli wprowadzać stan naprężenia pomiędzy społecznością muzułmańską i hinduską (w myśl zasady dziel i rządź). Z biegiem czasu Gandhi coraz bardziej naciskał na przyznanie Hindusom prawa do samostanowienia, wystosował także rezolucję do Brytyjczyków, wzywając ich do opuszczenia kraju (tzw. rezolucja Quit India). Wszyscy wybrani przedstawiciele Kongresu zrezygnowali ze swoich stanowisk w administracji, gdy Indie zostały włączone do wojny po stronie aliantów bez zgody przedstawicieli narodu.
Ruch żądający opuszczenia kraju przez Brytyjczyków był chyba ruchem o największym zasięgu i skali. Ale i jego skutki były ogromne, co doprowadziło do masowych aresztowań i użycia przymusu. Tysiące członków ruchu zostało zastrzelonych przez policję. Gandhi i jego zwolennicy wyrazili jasno swoje stanowisko, mówiąc, że poparcie dla wojny będzie tylko wtedy, gdy Brytyjczycy jasno opowiedzą się za przyznaniem niepodległości. Wezwał wszystkich Hindusów do podtrzymywania samodyscypliny (ahinsa) oraz do stosowania zasady Karo Ya Maro (róbcie albo gińcie).
Gandhi, jak cały Komitet Wykonawczy Kongresu, został aresztowany 9 sierpnia 1942 roku w Bombaju. Mahatma był przetrzymywany przez dwa lata w pałacu Agi Khana w Punie. Tutaj przeżył najgorsze chwile swego życia, gdy zmarła jego żona Kasturba, a kilka miesięcy później Mahadev Desai – jego syn, służący mu jako sekretarz, który zmarł na atak serca. Został wypuszczony dopiero przed końcem wojny ze względu na pogarszający się stan zdrowia i konieczność operacji chirurgicznej.
Mimo że gwałtowne represje, jakie spotkały ruch Opuśćcie Indie, uspokoiły sytuację w kraju do końca 1943 roku, to jego podstawowe cele zostały osiągnięte. Pod koniec wojny Brytyjczycy zaczęli się skłaniać do oddania władzy Hindusom. To spowodowało, że Gandhi odwołał wszelkie akcje przeciwko Anglikom. Dzięki temu prawie 100 tys. więźniów politycznych odzyskało wolność.

### Wolność i podział Indii
Gandhi doradzał Kongresowi, aby ten odrzucił plan zaproponowany przez Brytyjczyków w 1946 roku, ponieważ był niechętny dzieleniu się władzą z Ligą Muzułmańską. Był też przeciwny podziałowi i umniejszeniu władzy centralnej. Ostrzegał także przed tworzeniem muzułmańskich państw-obwodów, w których muzułmanie stanowili większość. Jednak szefowie Kongresu po raz pierwszy go nie posłuchali, chociaż w dalszym ciągu uważali go za duchowego przywódcę. Chodziło im głównie o jak najszybsze przejęcie władzy i zapobieżenie umocnieniu się Ligi Muzułmańskiej z Muhammadem Ali Jinnahem na czele, która była odwrotnością świeckiego i bardziej narodowego Kongresu.
W latach 1946–1947 około 5 tys. ludzi straciło życie w wyniku zamieszek o charakterze religijnym (najczęściej wywoływanych przez radykałów islamskich), najokrutniejszy charakter miała rzeź Hindusów w Kalkucie. Takie akcje wywoływały reakcje społeczności hinduskiej oraz sikhijskiej, których dziełem było także kilka pogromów. Liga Muzułmańska była popularna na obszarze Pendżabu, Bengalu, Sindhu i Beludżystanu. Sytuacja napięcia pomiędzy muzułmanami a hinduistami spowodowała, że przedstawiciele Kongresu zaakceptowali plan podziału Indii z uwzględnieniem religii wyznawanej przez ludność danego obszaru. Wierzono, że jest to jedyny sposób na uniknięcie eskalacji konfliktów.

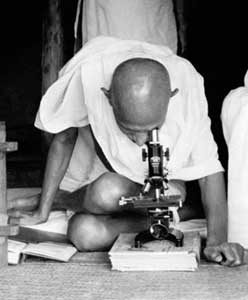
Gandhi oglądający prątki trądu

Starsi członkowie Kongresu zdawali sobie sprawę, że Mahatma jest przeciwny podziałowi. Wiedzieli, że przeprowadzenie każdej ważniejszej sprawy w partii było niemożliwe bez jego akceptacji. Najbliżsi przyjaciele Gandhiego uznali podział kraju za najlepszą metodę wyjścia z impasu, a zadanie przekonania Gandhiego do wyrażenia zgody na podział udało się osiągnąć Sardarowi Patelowi, który jako argument podał mu głównie groźbę wojny domowej.
Gandhi miał bardzo duży wpływ na społeczności hinduskie i muzułmańskie w Indiach. Już sama jego obecność wystarczała do stłumienia rozruchów czy zamieszek. Gwałtownie sprzeciwiał się jakimkolwiek planom podziału kraju na dwa odrębne państwa. Liga Muzułmańska twierdziła, że mniejszość islamska będzie w Indiach prześladowana przez hinduską większość, a własne państwo muzułmańskie jest jedynym rozwiązaniem w patowej sytuacji. Przeczyła temu sytuacja w środkowych rejonach Indii, gdzie wielu muzułmanów żyło pokojowo wśród hindusów, sikhów, chrześcijan, buddystów, Parsów czy Żydów. Jinnah jednak rozpętał szeroką kampanię poparcia w zachodnim Pendżabie i innych terenach, w których muzułmanie stanowili większość. Nowe islamskie państwo zostało utworzone z obszarów wschodnich i zachodnich Indii, które początkowo nazywano zachodnim i wschodnim Pakistanem (obecnie Pakistan i Bangladesz). W dniu przekazania władzy z rąk rządu kolonialnego Gandhi nie świętował uzyskania niepodległości, ale samotnie przebywał w Kalkucie, smucąc się rozłamem jego kraju i przemocą jaka zapanowała w narodzie.

### Po uzyskaniu niepodległości

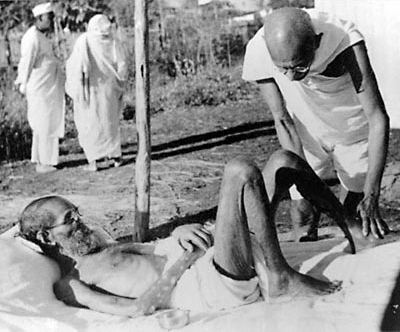
Gandhi i trędowaty pacjent

Po uzyskaniu niepodległości przez Indie Gandhi zaprzestał działalności politycznej i skupił się na przywróceniu hindusko-muzułmańskiej jedności, prowadzącej do pojednania. Negocjował z islamskimi, sikhijskimi i hinduskimi duchownymi i przywódcami lokalnych społeczności. Studził też gorące nastroje, jakie zapanowały w północnych Indiach i w Bengalu.
Po przyłączeniu Kaszmiru do Indii i przed wojną z Pakistanem Gandhi czuł się zakłopotany postawą rządu Indii, który odmawiał zwrotu części majątku narodowego, jaki miał przypaść Pakistanowi. Przywódcy hinduscy obawiali się, że Pakistan użyje pieniędzy na cele wojenne.
Gandhi nie rozumiał także żądań tych, którzy domagali się deportacji wszystkich muzułmanów do Pakistanu. Mahatma zdecydował się dla uśmierzenia wrogości zastosować ostateczny środek, jakim była głodówka, która miała trwać dotąd, aż Indie uregulują sprawę zwrotu pieniędzy Pakistanowi. Było to spowodowane tym, że Gandhi obawiał się, że słaby i niestabilny Pakistan, pozbawiony funduszy na funkcjonowanie, stanie się jeszcze bardziej zagorzałym wrogiem Indii, a przemoc rozleje się na terenie obydwu krajów i da początek wojnie domowej.
Mahatma był krytykowany za łagodną postawę wobec islamistów i za nakłonienie rządu do zwrotu pieniędzy Pakistanowi, które posłużyły mu później do zbrojenia się przeciwko Indiom. Religijni przywódcy hinduscy, sikhijscy i muzułmańscy zapewniali go, że wyrzekli się już przemocy i wzywali do pokoju. Ta zmiana postawy zacietrzewionych wrogów religijnych oraz rządu w sprawie zwrotu pieniędzy była spowodowana ogromną siłą społecznego oddziaływania Gandhiego. Potrafił on tylko przy pomocy prostej głodówki skłonić do działania niechętnych sobie przeciwników, czy to politycznych, czy religijnych. Widząc takie efekty swojego sprzeciwu Gandhi postanowił przerwać post i zgodził się na przyjmowanie pokarmów.

### Śmierć
30 stycznia 1948 roku Gandhi został zastrzelony przez Nathurama Godsego, gdy udawał się na spotkanie modlitewne w Birla House w Nowym Delhi. Przed oddaniem śmiertelnego strzału Godse ukłonił się Gandhiemu, a później wyciągnął broń. Godse był hinduskim fundamentalistą i członkiem skrajnie prawicowych organizacji hinduistycznych, takich jak Hindu Mahasabha i Rashtriya Swayamsevak Sangh. Godse i jego współpracownik Narayan Apte zostali osądzeni i straceni 15 listopada 1949 roku. Prominentny ekstremista hinduski i przewodniczący Mahasabhy, Vinyak Damodar Savarkar, został oskarżony o zorganizowanie spisku na życie Gandhiego, ale uniewinniono go z powodu braku dowodów.
Ostatnimi słowami jakie Gandhi wypowiedział były: He Ram! (O Boże!). Od tego czasu uważa się je za znak jego szczególnej duchowości, a także utopijnego idealizmu co do możliwości zjednoczenia kraju i pokoju. Słowa te zostały utrwalone w jego mauzoleum nazywanym Raj Ghat w Nowym Delhi. Niektórzy świadkowie twierdzą, że Gandhi, padając po strzale na ziemię, klasnął dłońmi, tak jak robi się to w czasie modlitwy.

Niedługo potem Jawaharlal Nehru ogłosił śmierć Mahatmy słowami: 

Przyjaciele i towarzysze, odeszło słońce naszego życia, wszędzie zapanowała ciemność i nie wiem co mam wam powiedzieć, albo jak to powiedzieć. Nasz ukochany przywódca, Bapu, jak go nazywaliśmy, ojciec narodu, nie jest już wśród nas. Może te słowa które powiem nie są odpowiednie, niemniej jednak, nigdy więcej już go nie ujrzymy, tak jak go widzieliśmy przez ten długi czas. Nie będziemy już słuchać jego rad i szukać pocieszenia u niego. To potężny cios nie tylko dla mnie, ale dla milionów i milionów naszych współrodaków.

## Filozofia Gandhiego

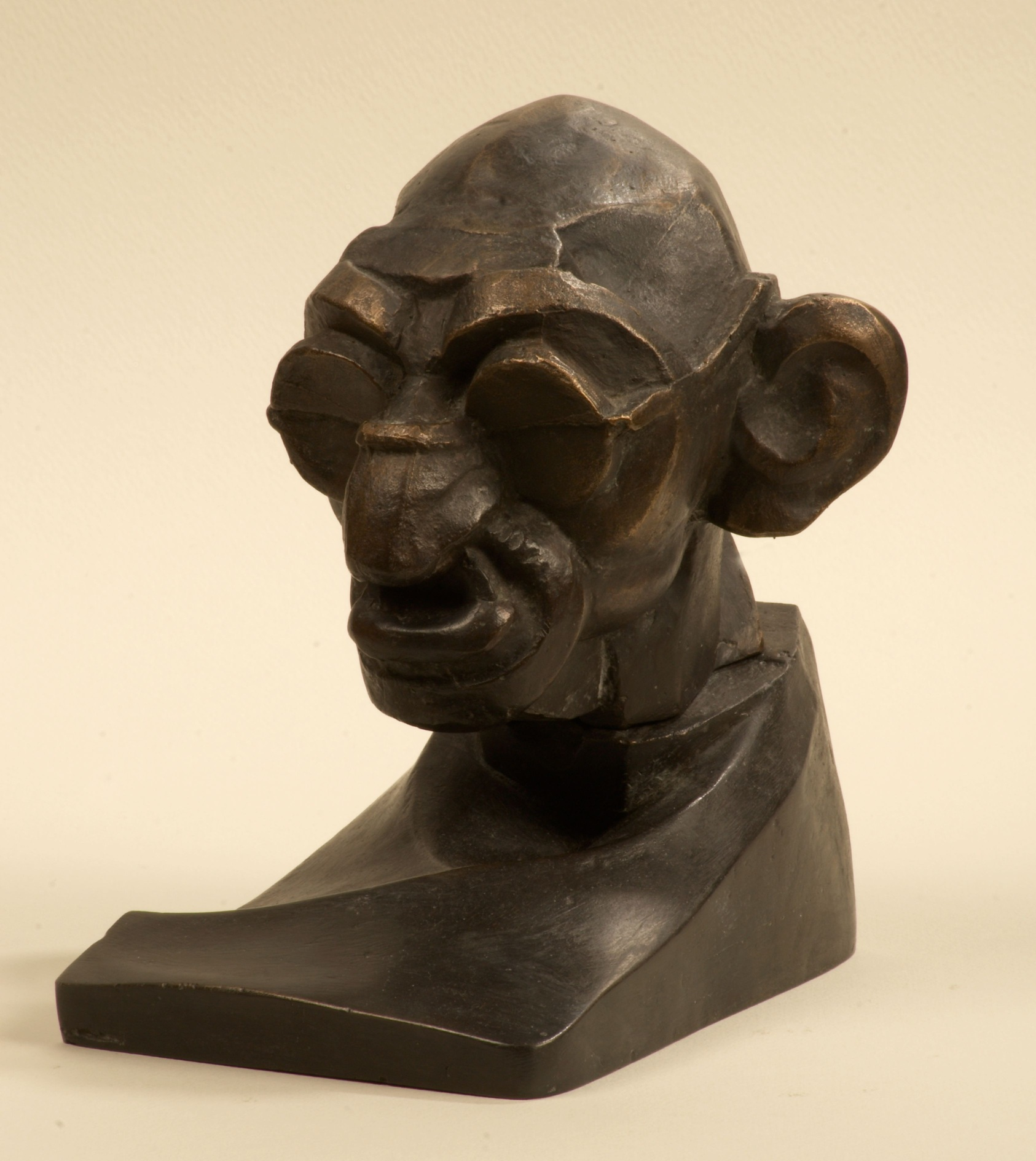
Karykatura rzeźbiarska Mahatmy Gandhiego (proj. J. Gosławski)

### Wizja Indii
Mohandas Gandhi pragnął zjednoczonych Indii i całkowicie wolnych w każdym znaczeniu tego słowa. Chciał, aby hinduiści i muzułmanie odnosili się do siebie z szacunkiem i przyjaźnią. Dążył, by każdy mógł dowolnie wyrażać to, co chce, czcić i wielbić własne dziedzictwo i kulturę z równoczesnym poszanowaniem odmienności innych. Pragnął aby kobiety były traktowane tak samo jak mężczyźni i żyły z godnością, poczuciem bezpieczeństwa i czerpały korzyści z własnego rozwoju. Mahatma żądał całkowitego wyeliminowania kastowości społeczeństwa oraz takiego samego traktowania wszystkich Hindusów.
Odczuwał potrzebę, aby ludzie sobie wzajemnie pomagali, a szczególnie żeby bogaci wspierali biednych i szanowali się tak jak rodzeństwo. Stał się inspiracją dla ruchu Sarvodaya stworzonego przez gandhystów takich jak Vinoba Bhave, którzy apelowali o reformę rolną i redystrybucję ziemi oraz zachęcali do stworzenia poczucia wspólnoty pomiędzy właścicielami ziemskimi a rolnikami.
Gandhi walczył i prowadził miliony Hindusów z wizją wolności osobistej i prawdziwego szacunku dla religii i życia w harmonii. Chciał, aby ludzie rozwinęli w sobie ducha braterstwa i miłości.
Przyjęcie Satyagrahy jako metody walki o prawa ekonomiczne i społeczne było według Gandhiego spoiwem, łączącym naród w nowej dyscyplinie, kulcie ahimsy, samowystarczalności i dumie. Takie działania wpajały w naród poczucie własnej wartości i nadziei na lepszą przyszłość.
Podział Indii dramatycznie zmienił światopogląd Gandhiego, który od teraz pracował nad tym, aby nie dopuścić do wybuchu wojny pomiędzy skłóconymi narodami.

### Niestosowanie przemocy
Koncepcja niestosowania przemocy (ahimsa) i biernego oporu ma długą historię w religii hinduskiej czy buddyjskiej. Gandhi wyjaśnił swoją filozofię i sposób życia w swojej autobiografii Historia moich zmagań z prawdą. Napisał w niej między innymi:
Czy jest jakaś różnica dla pomordowanych, sierot i bezdomnych gdy szalona destrukcja bywa ukrywana pod nazwą totalitaryzmu czy świętym imieniem wolności i demokracji?
Zasada oko za oko uczyniłaby wkrótce cały świat ślepym.
Jest wiele powodów, dla których jestem przygotowany na śmierć, ale nie ma żadnego, dla którego gotów byłbym zabić.
Jednocześnie zdystansował się od absolutnego pacyfizmu:

Jest rzeczą szlachetną bronić z mieczem w ręku swojego mienia, honoru i religii. Jeszcze szlachetniej postępuje ten, który broni ich, starając się nie wyrządzać krzywdy złoczyńcy. Ale czymś amoralnym i uwłaczającym ludzkiej godności jest opuszczanie towarzysza oraz wydanie swego majątku, swojej religii i swego honoru na łup złoczyńcy dla ratowania własnej skóry.

### Satya
Głównym celem życia Gandhiego było poszukiwanie prawdy. Próbował ten cel osiągnąć poprzez uczenie się na własnych błędach i eksperymentowanie na samym sobie.
Przekonał się, że ujawnienie prawdy nie zawsze jest popularne, ze względu na własne interesy czy uprzedzenia. Jednak raz odkryta prawda była według niego nie do zatrzymania, twierdził m.in., że Prawda jest daleko bardziej potężna niż jakakolwiek broń masowej zagłady.
Mówił, że najważniejszą bitwą jaką ma do rozegrania jest przezwyciężenie własnych demonów, strachów i niepewności. Twierdził, że winy nigdy nie należy szukać w innych ludziach, rządach czy wrogach, ale w samym sobie. Zauważył, że rozwiązanie problemów może nastąpić poprzez proste przyjrzenie się sobie w lustrze.
Dla Gandhiego bycie nie znaczyło istnienia w sferze czasu, tak jak twierdzili greccy filozofowie, było to raczej istnienie w sferze prawdy (albo raczej w sferze satyi, tak jak wyrażał to Mahatma). Podsumował to zdaniem „Bóg jest prawdą”, które później zmienił na „Prawda jest Bogiem”.

### Wegetarianizm
W młodości Mahatma praktykował jedzenie mięsa, jednak później stał się zadeklarowanym wegetarianinem. Pisał także książki na ten temat podczas pobytu w Londynie, a także spotykał się z członkiem ruchu wegetarian – Henrym Stephensem Saltem – podczas zgromadzeń Towarzystwa Wegetarian. Sposób odżywiania się Gandhiego wywodzi się z tradycji hinduizmu i dźinizmu, a szczególnie jego rodzinnego stanu Gujaratu, gdzie większość mieszkańców była wegetarianami. Gandhi eksperymentował z różnymi dietami i ostatecznie doszedł do wniosku, że dieta wegetariańska zaspokaja potrzeby jego organizmu, jakkolwiek dopuszczał także możliwość jedzenia jajek (o czym wspomina w swoim artykule „Klucz do zdrowia”). Wielokrotnie powstrzymywał się od jedzenia, używając postu jako broni politycznej. Odmawiał jedzenia nawet w obliczu śmierci głodowej, dopóki jego żądania nie zostały spełnione.

### Celibat
Gandhi porzucił współżycie seksualne w wieku 37 lat, zachowując celibat, jednocześnie będąc żonatym. Decyzja ta była spowodowana głównie ideą hinduizmu tzw. brahmaćarją – duchową i cielesną czystością – powiązaną z celibatem i ascetyzmem. Początkowo Gandhi nie wierzył, że takie praktyki są odpowiednie dla każdego. W swojej autobiografii pisał, że stoczył bitwę z napastliwym pożądaniem i pozbył się zazdrości dzięki młodej narzeczonej, Kasturbie. Czuł się moralnie zobowiązany do zachowania celibatu, po to aby wyrobić w sobie uczucie miłości i pozbyć się dzikiego pożądania.

### Milczenie
Gandhi spędzał jeden dzień w tygodniu na milczeniu. Wierzył, że powstrzymywanie się od mówienia przynosi mu wewnętrzny spokój. Zasadę tę wywodził z hinduskich nakazów mouny (ciszy) i shanty (harmonii). W takich dniach porozumiewał się ze światem pisemnie. Mając 37 lat, postanowił nie czytać prasy, twierdząc, że opisywany w gazetach chaos panujący na świecie wprowadza zamieszanie w jego umyśle. Po trzech i pół roku powrócił jednak do ich lektury.

### Prostota
Po powrocie z Afryki Południowej Gandhi porzucił europejski ubiór, który wiązał z sukcesem i bogactwem. Ubierał się prosto, żeby zdobyć zaufanie najbiedniejszych mieszkańców. Opowiadał się za używaniem ubrań stworzonych z własnego wyrobu tkanin (khadi) i prostym stylem życia. Gandhi i jego naśladowcy przyjęli praktykę tkania własnych ubrań z przędzy, którą sami uprzędli i zachęcali innych, by robili to samo. Podczas gdy hinduscy najemnicy byli często bez pracy z powodu bezrobocia, kupowali często własną odzież pochodzenia brytyjskiego. Według Gandhiego, gdyby każdy Hindus sam robił swoje ubrania, to Brytyjczycy bardzo by to odczuli – utraciliby ogromny rynek zbytu. Jako symbol tej filozofii kołowrotek stał się elementem flagi Indyjskiego Kongresu Narodowego.

### Religia
Mimo że Gandhi urodził się w rodzinie hinduskiej, odnosił się z dużym dystansem do wszystkich religii łącznie z hinduizmem. W swojej autobiografii napisał: Więc jeżeli nie mogłem przyjąć chrześcijaństwa jako największej i idealnej religii, to tak samo nie mogę się przekonać do hinduizmu. Wady hinduizmu nie uchodzą mojej uwadze. Jeżeli nietykalność jest częścią hinduizmu, to jest takową, ale tylko jako zmurszała narośl. Nie mogę zrozumieć raison d'être (racji bytu) takich instytucji jak sekty i kasty. Jakie jest znaczenie twierdzenia, że Wedy powstały za inspiracją Boga? Jeżeli tak było, to dlaczego Biblia i Koran także nie miałyby powstać za jego przyczyną? Gdy chrześcijańscy przyjaciele próbowali mnie nawrócić, to samo czynili moi muzułmańscy przyjaciele. Abdallah Sheth namawiał mnie do studiowania islamu i oczywiście zawsze miał coś do powiedzenia odnośnie jego piękna.
Gandhi powiedział także: Jak tylko tracimy własne wartości moralne, tak wkrótce tracimy naszą religijność. Nie istnieje taka rzecz jak religia panująca nad moralnością (przypis własny: Moralność jest źródłem religii, a nie odwrotnie). Człowiek nie może być fałszywy, okrutny i nieznający umiaru, a jednocześnie twierdzący że ma Boga po swojej stronie.
Mahatma był bardzo krytyczny odnośnie do hipokryzji wielkich religii, czy raczej zasad, na których zostały zbudowane. Odnośnie do hinduizmu miał powiedzieć: Hinduizm taki jakim go znam w całości zaspokaja moje potrzeby duchowe, wypełnia całe moje istnienie... Kiedy dopadają mnie wątpliwości, kiedy rozczarowania zaglądają mi w twarz i kiedy nie widzę ani jednego promyka światła na horyzoncie, to zwracam się do Bhagavadgity i znajduję wers, który mnie zadowala. I natychmiast zaczynam się uśmiechać pośrodku przytłaczającego smutku. Moje życie to zbiór tragedii i jeżeli nie zostawiły one na mnie żadnego widocznego śladu, to zawdzięczam to tylko naukom Bhagavadgity.
Koncepcja dżihadu równie dobrze może być rozumiana jako pokojowa walka albo jako satyagarha, w sposób, w jaki rozumiał ją Gandhi. Odnośnie do islamu Mahatma powiedział: Powiedzenia Mahometa są skarbem mądrości, nie tylko dla muzułmanów, ale dla całej ludzkości.
Pewnego razu zapytano go czy jest hinduistą, a on odpowiedział na to: Tak, jestem, ale jestem także chrześcijaninem, muzułmaninem, buddystą i żydem.
Gandhi twierdził, że osnową każdej religii jest prawda i miłość (współczucie, brak przemocy i złota reguła etyczna). Był także głęboko poruszony chrześcijańską nauką o niestawianiu oporu i „nadstawianiu drugiego policzka”. Gandhi był zaniepokojony tym, że wyznawcy różnych religii czczą często tylko ich symbole (jak np. krzyż), a ignorują znaczenie podstawowych prawd, takich jak poświęcenie się za bliźniego.
Mahatma Gandhi spotkał Paramahansę Joganandę, rozmawiał z nim na wiele tematów religijnych i otrzymał inicjację (dikszę) do praktyk krijajogi.
Gandhi spotkał się również z innym znanym indyjskim mistrzem duchowym – Upasni Maharadżem.

### Gandhi i Tagore
Pomimo wzajemnego szacunku, Gandhi i Rabindranath Tagore wielokrotnie pozostawali ze sobą w sporze co do różnych kwestii. Spory te, a raczej pokojowe debaty, pokazują różnice w sposobie myślenia dwóch najsłynniejszych Hindusów tamtego czasu.

## W kulturze popularnej
Do postaci Gandhiego nawiązuje legenda miejska nuklearny Gandhi.
O Gandhim traktuje napisana przez Krisa Kristoffersona piosenka "They Killed Him".

## Niektóre publikacje
- An Autobiography, or the Story of My Experiments with Truth (tom I – 1927, tom II – 1929)
- Hind Swaraj (1910)
- Key to Health (1942)
- Satyagraha in South Africa (1924–1925)